# Diplostomum spathaceum
Diplostomum spathaceum är en plattmaskart. Diplostomum spathaceum ingår i släktet Diplostomum och familjen Diplostomatidae. Inga underarter finns listade i Catalogue of Life.